# 2050 (film)
2050 is een Belgische documentairefilm uit 2025, gemaakt door Eric Goens en Kristof Van Den Bergh, over de klimaatopwarming op Aarde en de gevolgen ervan op Antarctica. 

## Inhoud
De documentaire gaat over het kantelpunt in de klimaatverandering die vastligt in het jaar 2050. De documentaire wil de gevolgen van de klimaatsveranderingen meer aandacht geven. Erik Goens en zijn crew trokken naar de Prinses Elisabethbasis op Antarctica om met hun eigen ogen te zien hoe de klimaatsverandering een invloed heeft op het landschap.
De documentaire keert ook terug naar het verleden, tot de eerste Belgische ontdekkingsreiziger, genaamd Adrien de Gerlache, die in het jaar 1898 naar Antarctica ging.

## Première
2050 ging op 8 februari 2025 in première op het Filmfestival Oostende. De film was na de "rodeloper"-première op 27 februari, vanaf 5 maart 2025 te zien in de Belgische bioscopen.